# Grüne Neune
Grüne Neune (offiziell Thalia, Concordia-Theater, Wallner's Theater) war im Volksmund der Name für ein Theater in Berlin von 1801 bis 1864.

## Lage

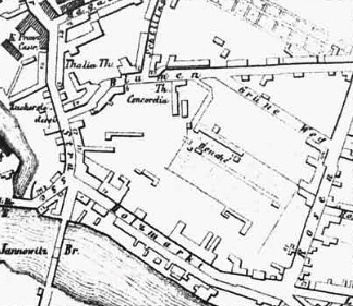
Lageplan der „Grünen Neun“ (neben dem Concordia-Theater) 1852

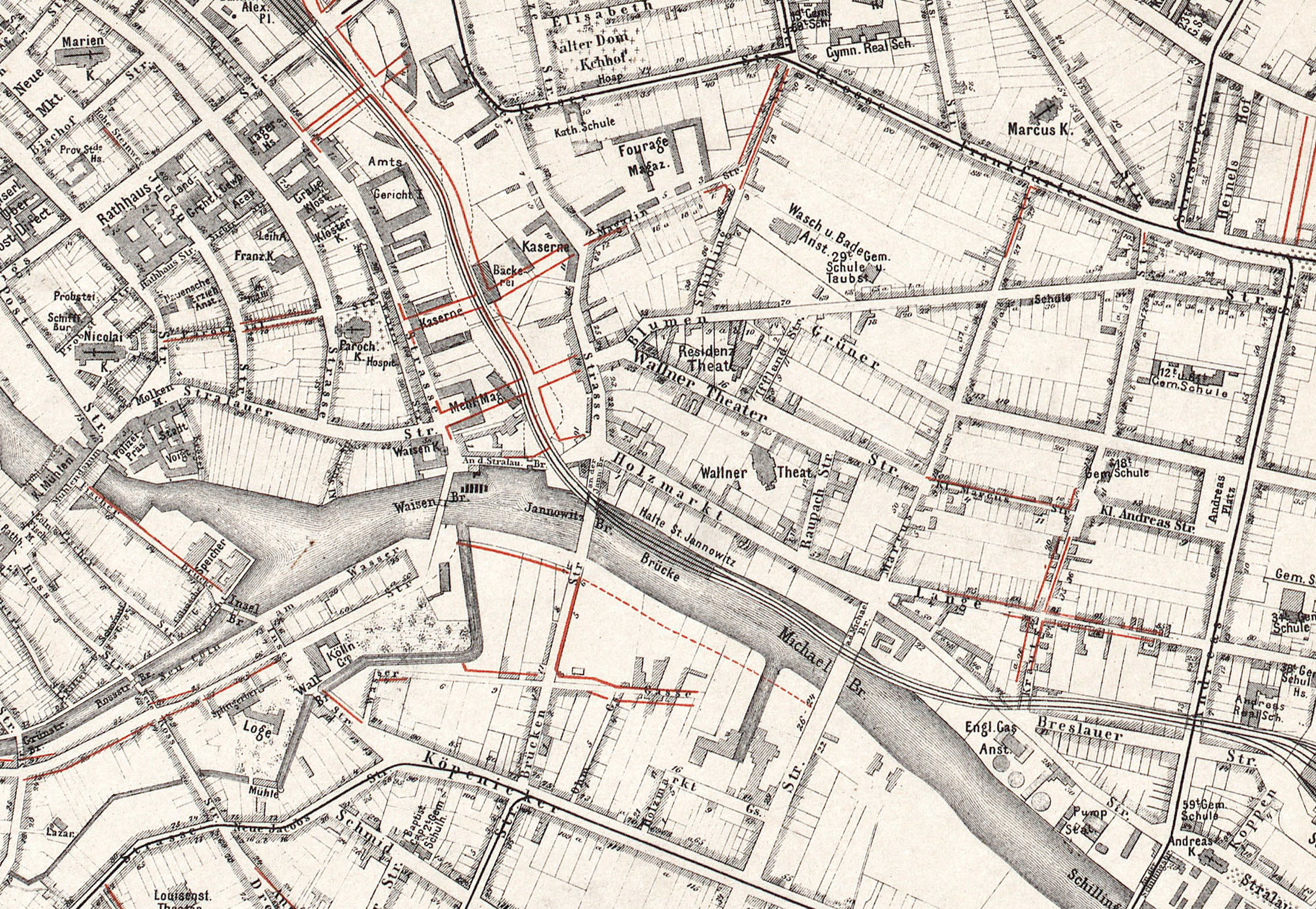
Stadtplan 1882, mit einzelnen Grundstücken

Das Theater befand sich in der Blumenstraße 9(b) (bis 1816 Lehmgasse 9) in der Stralauer Vorstadt östlich des historischen Alt-Berlin.   Heute befindet sich dort das Neubaugebiet an der Singerstraße.

## Geschichte

### Thalia
Um 1801 kaufte der Schneidermeister Carl August Werner das Grundstück in der Lehmgasse 9 für eine Privat-Theatergesellschaft, die seit 1790 bestand und deren Direktor er war. Er ließ auf dem hinteren Teil des Grundstücks ein kleines Theater erbauen, die Gesellschaft nannte sich nun Familien-Ressource. 1820 kam es zu einer Abspaltung, danach war der Name Privat-Theater-Gesellschaft "Thalia". Es wurden im Sommer sonntags alle ein oder zwei Wochen ein Theaterstück aufgeführt, an dem die Mitglieder der Gesellschaft mitwirkten. Der Zutritt war formal nur durch Kontakt zu einem Mitglied möglich, da es keine offizielle Theaterkonzession gab, de facto konnte jeder es besuchen.
1842 zog das Thalia-Liebhabertheater auf den Wollankschen Weinberg und 1844 in die Alexanderstraße 26, wo es bis 1860 existierte.

### Concordia-Theater
Ab 1802 hatte die 1800 gegründete Ressource zur Harmonie ihren Sitz ebenfalls im Haus Lehmgasse 9. Nach Auflösung der Harmonie im Jahr 1807 wurde die Ressource Concordia gegründet und das Gebäude von deren Theatergesellschaft genutzt . Es gab weiter Theatervorstellungen etwa alle 14 Tage.

„Man tritt durch ein Gitterthor in eine schmale Gartenallee, die zu beiden Seiten mit prächtigem Kartoffelkraut, Sonnenblumen, Stachelbeerstauden und Brennnesseln eingefasst und in einer Entfernung von 30 Schritten von einer Art höchst geschmackvoll übertünchter Gartenlaube malerisch begrenzt wird. […] Aus dieser Gartenlaube gelangt man in den Garten der das Theatergebäude umgibt, das […] nichts von seiner hohen Bestimmung ahnen lässt. […] Man gibt auf diesem Theater Lustspiele, Possen, Schau- und Trauerspiele; am meisten Anklang finden jedoch bürgerliche Dramen, Ifflandsche Familiengemälde und Kotzbuesche Possen.“

1825 zog die Ressource Concordia in einen Neubau in der Alexanderstraße 26.

### Wallner's Theater
Nachdem das Grundstück Nr. 9 im Jahr 1846 in die Grundstücke 9, 9a und 9b geteilt worden war, hatte das Theatergrundstück die Nr. 9b. Der Eigentümer August Wilhelm Grieben stellte 1854 Grundstück und Gebäude zur Verfügung und übernahm die Kosten des Umbaus des alten Theaters.
1855 eröffnete Rudolf Cerf dort sein Königsstädtisches Vaudeville-Theater und verpachtete es an Provinztruppen. Noch im selben Jahr erwarb der Theaterdirektor Franz Wallner eine Lizenz und betrieb das Königstädtische Theater.
In dieser Zeit wurde es meist als Grüne Neune bezeichnet, wegen der grünen Farbe des Gebäudes und der Hausnummer.
Ein Beleg dafür ist im Prolog anlässlich der Übernahme durch Wallner zu sehen:

„Und zogest, einst so groß, du jetzt so winzig Kleine, Zur Blumenstraße hin, zur hoffnungs g r ü n e n Neune.“

Wallner ließ 1856 nach Plänen des Theaterbaumeister Eduard Titz ein neues größeres Gebäude auf dem benachbarten Grundstück Nr. 11, im Blumengarten des Gärtners Bouché, als Sommertheater errichten. Er machte dieses Neue Königsstädtische Sommer-Theater bald sehr populär mit Lustspielen, Singspielen und besonders Berliner Possen von David Kalisch.
1858 wurde das Königstädtische Theater nach Plänen von Titz zu einem komfortablen kleinen Theater umgestaltet und erhielt die offizielle Bezeichnung Wallner's Theater.
1864 wurden sowohl das Sommertheater als auch das Wintertheater geschlossen und Wallner erbaute ein neues Theater in der Nähe und zog mit seinem Ensemble dorthin um.
Der Abschiedsepilog im alten Theater lautete:

„Des Hauses letzte Stunde
Sie läuft nun endlich ab,
Es steigt die grüne Neune
Für immer in das Grab.“

### Weitere Nutzung
Das Theatergrundstück 9b wurde zusammen mit den Grundstücken 10 und 11 von Hoffmann und Schmidt erworben, das Sommertheater abgerissen und das alte Theater zunächst für kleinere Vorstellungen genutzt, zum Beispiel durch Hugo Wauer.
Schmidt baute um 1866 an den vorhandenen Raum einen noch einmal so großen an und verwandelte das alte Wallner-Theater in das Ball-Lokal Alhambra mit Eingang in der Wallner-Theater-Straße 15 (Die Nr. 9b existierte nicht mehr und die Nr. 11 gehörte zur Wallner-Theater-Straße 15).
Auf dem Grundstück bestanden in dieser Zeit möglicherweise zwei verschiedene Theatergebäude nebeneinander.
In der Folge wechselten Namen und Direktionen der ehemaligen Grünen Neune häufig: 1872 wieder Königstädtisches Theater, 1875 Bundeshallentheater unter Direktor Schmiedel, 1878 wieder Königstädtisches Theater, geleitet von den Gebrüdern Adolph und Louis Kalbo, 1879 Heinsdorff-Theater unter Louis Heinsdorff, 1881 Alhambra-Theater und 1887 Berliner Stadttheater unter Paul Strewe, 1889 American-Theater unter August Reiff, 1896 wieder Alhambra-Theater unter Paul Strewe
um dann von 1897 bis 1914 als Ballhaus Alhambra zu existieren.
Im Zweiten Weltkrieg wurden alle Gebäude zerstört.

## Trivia
Der Ausruf „Ach du grüne Neune“ wird gelegentlich mit dem Theater in Verbindung gebracht. Dafür gibt es aber keine Belege. Die Herkunft der Redewendung ist unklar.